# Ferenczy György (plébános)
Ferenczy György (Nagymaros, 1852. március 28. – Ipolyszalka, 1944. május 11.) katolikus plébános, szentszéki tanácsos.

## Élete
A gimnáziumot Esztergomban, Nagykőrösön (5. oszt.) és ismét Esztergomban végezte. A hittudományok hallgatására Pestre küldték. 1875. július 25-én miséspappá szentelték föl és október 26-án Püspökire küldték káplánnak. 1880. április 22-én Félbe adminisztrátornak és júliusban az esztergomi Szent Anna-egyházhoz beneficiátusnak. 1890. április 24-én szalkai plébános lett.
Értekezései: Sz. Péter öröksége, vagyis a pápa földbirtoka szükséges-e az anyaszentegyház feje függetlenségének biztosítására, igy a kath. egyház-kormányzat szerencsés gyakorlatára (István bácsi Naptára 1872.), Tekintély és törvény (Uj M. Sion 1874.), A kereszténység és socialismus (Uj M. Sion 1883.), A drégelyi Szondy-emlék (Szent István-társulat Naptára 1886.), Somogyi Károly élete (M. Sion 1888.)

## Munkái
- A pápa világi uralma. Pest, 1872.
- A jezsuiták. Pest, 1872.
- A sajtó. Pest, 1872.
- Az élet kenyere. Imádságos és énekeskönyv kath. gyermekek számára. Kiváló tekintettel az első áldozókra. Bpest, év n.
- Lelki hangzatok. Imádságok és elmélkedések katholikus hivek számára. Winterberg, (1888.)
- Áhitat szava. Imakönyv kath. ifjak és felnőttek számára. Winterberg, év. n.
- Ifjuság kalauza. Imakönyv kath. ifjak számára. Winterberg, év n.